# Linea Keisei Chihara

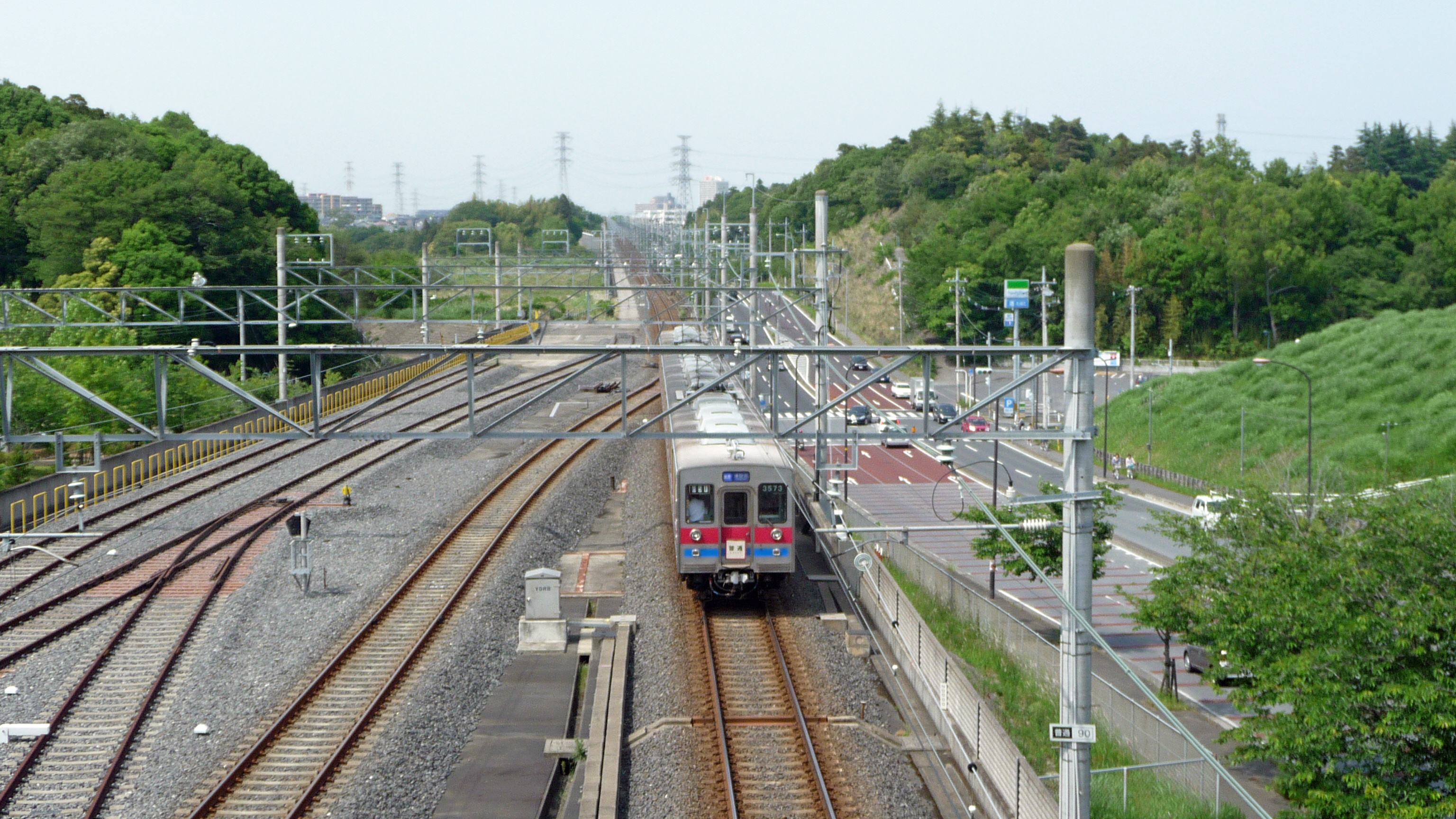
Vista della linea

La  Linea Keisei Chihara (京成千原線?, Keisei Chihara-sen), gestita dalle Ferrovie Keisei, è una ferrovia a scartamento normale che collega le stazioni di Chihara-dai e di Chiba-Chūō, entrambe nella città giapponese di Chiba, nella prefettura omonima.

## Storia
La linea fu inizialmente progettata dalla Ferrovia Kominato che ottenne dal governo la licenza per realizzare la nuova linea dalla stazione di Hon Chiba fino a quella di Amaariki, sull'esistente ferrovia di Kominato nel dicembre 1957. Dopo alcuni anni di sospensione del progetto, nel dicembre 1975 la licenza venne trasferita alla società Chiba Kyūkō Dentetsu (千葉急行電鉄?) che venne realizzata dalla Ferrovia Kominato e dalle Ferrovie Keisei con dei sussidi pubblici.
Attorno agli anni settanta la necessità di una linea ferroviaria era estremamente sentita nello sviluppo della nuova città di Chiba Ichihara. Il progetto venne modificato per connettere la ferrovia con la linea Keisei Chiba alla stazione di Chiba-Chūō, e la costruzione iniziò nell'agosto 1977 per la sezione fra quest'ultima e la stazione di Chiharadai, per un percorso di 10,91 km.
La società Chiba Kyūkō aprì la nuova linea fra Chiba-Chūō e Ōmoridai (4,2 km) il 1º aprile 1992. L'estensione fino a Chiharadai venne completata lo stesso giorno del 1995.
A causa delle condizioni economiche, la Chiba Kyūkō venne sciolta e la linea trasferita alle Ferrovie Keisei il 1º ottobre 1998, prendendo il nome di "Linea Chihara".

## Stazioni
- Tutti i treni fermano in tutte le stazioni e sono presenti dei servizi diretti sulla linea Keisei Chiba.
- Tutta la linea si trova all'interno della prefettura di Chiba.

| Num. | Stazione   | Giapponese | Distanza | Collegamenti                         | Posizione | Posizione |
| ---- | ---------- | ---------- | -------- | ------------------------------------ | --------- | --------- |
| KS60 | Chiba-Chūō | 千葉中央   | 0.0      | Linea Keisei Chiba (servizi diretti) | Chūō-ku   | Chiba     |
| KS61 | Chibadera  | 千葉寺     | 2.4      |                                      | Chūō-ku   | Chiba     |
| KS62 | Ōmoridai   | 大森台     | 4.2      |                                      | Chūō-ku   | Chiba     |
| KS63 | Gakuenmae  | 学園前     | 7.2      |                                      | Wakaba-ku | Chiba     |
| KS64 | Oyumino    | おゆみ野   | 8.9      |                                      | Wakaba-ku | Chiba     |
| KS65 | Chiharadai | ちはら台   | 10.9     |                                      | Ichihara  | Ichihara  |